# Mesosa columba
Mesosa columba là một loài bọ cánh cứng trong họ Cerambycidae.